# Christine Payeux
 (mai 2023).
 (mai 2023).
Si vous disposez d'ouvrages ou d'articles de référence ou si vous connaissez des sites web de qualité traitant du thème abordé ici, merci de compléter l'article en donnant les références utiles à sa vérifiabilité et en les liant à la section « Notes et références ».
Christine Payeux est une violiste et écrivaine française.

## Biographie
Christine Payeux a poursuivi ses études musicales au conservatoire de Lille puis au conservatoire supérieur de Bruxelles, dans la classe de Wieland Kuijken, où elle a obtenu le premier prix de  viole de gambe.
Elle a enseigné la viole au Conservatoire National de Région de Lille pendant neuf ans.
Elle a participé à l’enregistrement d’une trentaine de CD notamment avec « La grande Ecurie et la Chambre du Roy » (Jean-Claude Malgoire), « Clément Jannequin » (Dominique Visse), « Continuum », « Le Parlement de Musique » (Martin Gester), « In Ore Mel » (Olivier Vernet) et joue en concerts avec d’autres formations comme « les Sacqueboutiers de Toulouse », « Philidor » (François Bazola), « Accentus » (Laurence Equilbey), «  Il seminario musicale » (Gérard Lesne), « Le Concert d’Astrée » (Emmanuelle Haïm), « La Tempesta » (Patrick Bismuth), « L’Ensemble Jacques Moderne (Joël Suhubiette)…
Titulaire d’une maîtrise de Lettres Modernes, sa double formation, littéraire et musicale, la
conduit à collaborer à la création de spectacles où se conjuguent textes et conception
musicale, (« Vision des couleurs », ALIAS, forum des Sciences, La mémoire des pierres »,
Musée de l'Hospice Comtesse de Lille, « Les Mathématiques à l'âge baroque », IREM de
Lille…)
En 1995, elle fonde à Lille son ensemble de musique baroque « Les Voix Humaines » avec
lequel elle enregistre des cantates et sonates d’Elisabeth Jacquet de la Guerre : Le Sommeil
d'Ulysse (alpha 1999) qui a reçu les éloges de la presse.
En 2004, elle crée à Tours la « Compagnie Les Voix Humaines » au sein de laquelle elle pratique la musique improvisée.
Elle participe également à des créations contemporaines (D. Vasseur, G. Dazzi …) et à des concerts rock (avec sa viole amplifiée) aux côtés de la chanteuse Claire Diterzi.

## Formation
- 1977 : Maîtrise de Lettres Modernes (Université de Lille III), mention très bien
- 1984 : Médaille d'or de musique de chambre baroque (CNR de Lille) à l’unanimité du jury
- 1990 : Premier prix de viole de gambe (Conservatoire Supérieur de Bruxelles, avec Wieland Kuijken)

## Enseignement
- 1978-1983 : Professeur de français en collège et lycée.
- 1987-1996 : Professeur de viole de gambe au CNR de Lille.
- 2009 : Professeur de viole de gambe au stage Montesquieu (les Fêtes Baroques en Pays de Graves)

## Responsabilités artistiques
- 1984-1985: Attachée de presse du Printemps Culturel du Valenciennois
- 1985-1986 : Rédactrice des programmes de l'Atelier Lyrique de Tourcoing
- 1985 : Directrice artistique de la Société de Musique Ancienne et Baroque (SMAB)
- 1983 : Directrice artistique de l’ensemble Elisabeth Jacquet de la Guerre.
- 1990 : Responsable de l’environnement musical de l’exposition Vision des couleurs, (ALIAS, Forum des Sciences de Villeneuve d’Ascq)
- 1990-1996 : Co-responsable de la saison Musique à Comtesse au musée de l’Hospice Comtesse de Lille avec l’ensemble Continuum
- 1995 : Directrice artistique de l’ensemble « Les Voix Humaines »
- 2004 : Directrice artistique de « La Cie des Voix Humaines »

## Concerts
En France et à l’étranger, nombreux concerts comme soliste ou continuiste, à la viole ou au violone, notamment avec : La Grande Ecurie et la Chambre du Roy (Jean-Claude Malgoire), Le Parlement de Musique (Martin Gester), Clément Jannequin (Dominique Visse), Ad Fontes et les madrigalistes de Bâle, (Fritz Näf), La Fenice (Jean Tubéry), L’Académie Sainte-Cécile (Philippe Couvert), Le Concerto Armonico de Budapest et le Tallis choir (Peter Phillips), Continuum (Dominique Vasseur), Akadémia (Françoise Lasserre), Variations (Frédéric Martin), Swiss Consort (Christophe Dorsaz), Sotto Voce (Fabrice Parmentier), Almasis (Yakovos Pappas), Les Nièces de Rameau, Clément Jannequin (Dominique Visse), Accentus (Laurence Equilbey), la Simphonie du Marais (dir. Hugo Reyne), Il Seminario Musicale (Gérard Lesne), In Ore Mel (Olivier Vernet), Les Sacqueboutiers de Toulouse (J.P.Canihac), La Tempesta (Patrick Bismuth), Philidor (François Bazola), Le Concert d’Astrée (Emmanuelle Haïm), L’Ensemble Jacques Moderne (Joël Suhubiette)…
Tournée de concerts avec Claire Diterzi (« Le Salon des refusées »)

## Discographie
- 2013 : « Le salon des refusées », Claire Diterzi (arrangements à la viole)
- 2009 : « le Combat de Tancrède » de Monteverdi, Les Sacqueboutiers de Toulouse.(Flora)
- 2008 : « Apollon et Issé » de A.C. Destouches, Ensemble Philidor (enregistrement pour le musée de Tours).
- 2007 : Bande originale du film « Requiem pour Billy the Kid » de Anne Feinsilber, pour la société Cargo Film avec Claire Diterzi
- 2006 : « Sonates  d’église » de Mozart, In Ore mel (Ligia Digital)
- 2006 : «J’habite le possible » musique de Dominique Vasseur (Signature)
- 2005 : « O sanctissima mater » de L.N. Clérambault, In Ore mel (Ligia Digital[1])
- 2004 : CD et DVD de l’opéra « Orféo » de Monteverdi avec La Grande Ecurie et la Chambre du Roy (Dynamic, Prix Charles Cros)
- 2004 : « Cantica nativitatis » de Charpentier, In Ore mel (Ligia Digital)
- 2003 : « M.A. Charpentier et ses maîtres », Ensemble vocal Sotto Voce
- 2001 : « Caton in Uticca » de Vivaldi, La Grande Ecurie et la Chambre du Roy (Dynamic)
- 1999 : « Le sommeil d’Ulysse » d’Elizabeth Jacquet de la Guerre, Les Voix Humaines ( label Alpha[2])
- 1999 : « La Muse de l’Opéra » de Clérembault, Le Parlement Musique, (Assai)
- 1998 : « Sonate, canzoni, musique italienne autour de 1600 »Continuum (Syrius)
- 1998 : « Toccate, Concerti da Chiesa » de Georges Muffat, Le Parlement de Musique,(Tempéraments).
- 1997 : « Missa ad placitum » de Lejeune, Clément Jannequin, (Harmonia Mundi)
- 1997 : « Concertos pour orgue » de Sammartini, Le Parlement Musique, (Accord )
- 1997 : « l’Oeuvre d’Orgue » de Nicolaus Bruhns, Le Parlement Musique, (Tempéraments)
- 1997 : « Lamentations du Jeudi Saint » de Joseph Hector Fiocco, (Syrius)
- 1996 : « La Conversion de Clovis » de Antonio Caldara, Le Parlement Musique (Accord)
- 1996 : « Pastorales de Noël » de Charpentier, Le Parlement Musique, (Accord)
- 1996 : « La Passion selon Saint-Matthieu » Manuscrit d’Uppsala, Le parlement de Musique (Accord, diapason d’or de l’année 1997)
- 1992 : « Alceste » de Lully, La Grande Ecurie et la Chambre du Roy (Montaigne)
- 1991 : « Les Vêpres » de Monteverdi, Akadémia et le Concert Brisé (Optical disc de France)
- 1991 : « Messe » de Delalande, Paul Colléaux (Erato)
- 1985 : « sonates et cantates » de Porpora , Atelier de Musique Baroque de Lille, avec David Simpson (Solstice)
- 1980 : « Noëls flamands » Mariecken Bar et Ensemble de musique ancienne Estampie

## Livres
- 2017 : Janus Africa, éd. Incipit en W

- 2018 : Elle hurle, nous jouons, éd. La Nouvelle Escampette

- 2019 : Père semper, éd. L'Escampette

- 2020 : Le cri de la méduse, éd. 5 sens Editions

- 2023 : L'EVASION DES FILLES VIERGES BRITANNIQUES, éd. 5 sens Edition
- 2025 (avril) : L'arrache sœur, éd. MEO